# Abt (abdij)

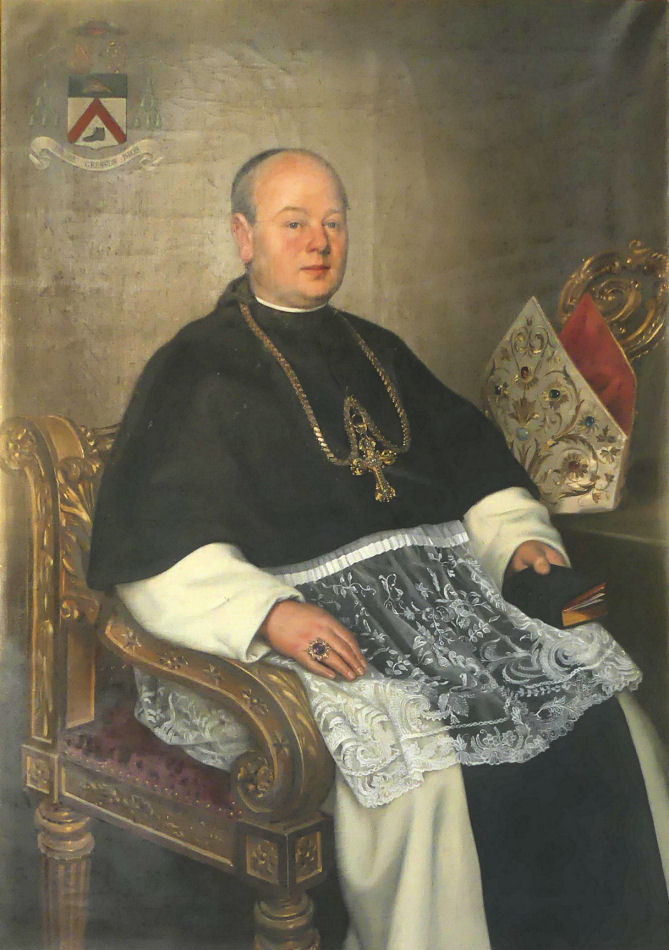
Constantinus (Thomas) Schoen, O. Cist. (1861-1934) gemijterde abt van St.-Bernardus, Bornem

Een abt indien mannelijk of abdis indien vrouwelijk is de leider, het hoofd, van een abdij. Tijdens het abbatiaat (bestuursperiode) is deze de primus inter pares onder de monniken of monialen en wordt in de hiërarchie gevolgd door de prior. In de werkzaamheden wordt de abt bijgestaan door de raad, een kleine groep monniken, onder wie de prior, die samen het dagelijks bestuur van de abdij regelen. De abt wordt zeker in de benedictijnse traditie door de monniken zelf verkozen.
Een abt kan een gemijterde of een niet-gemijterde abt zijn. In het eerste geval wordt hij kerkrechtelijk op hetzelfde niveau gezien als een bisschop en heeft de jurisdictie over de abdij, zoals een bisschop over een bisdom. Er is dan sprake van een zogenaamde exempte abdij.
In vroeger tijden was het mogelijk dat een exempte abt de lagere wijdingen tot en met het subdiaconaat toediende aan de geestelijken in zijn machtsgebied, na het afschaffen van deze lagere wijdingen is dit alleen nog mogelijk door een bisschop.
Bij de minderbroeders wordt de overste de gardiaan genoemd. In het oosters christendom heet de met een abt vergelijkbare ambtsdrager een archimandriet of hegoemen.

## Abtszegening
Een abt wordt niet tot zodanig gewijd, maar gezegend. Deze zegening wordt verricht door een bisschop. Bij de zegening ontvangt de nieuwe abt een ring, die aan de rechterringvinger wordt gedragen. De liturgie van de abtszegening lijkt wel op die van een wijding. Zo legt de nieuwe abt een aantal geloften af en ligt hij plat op de grond tijdens het zingen van de Litanie van alle Heiligen. Waar een bisschop wordt gewijd door handoplegging en gebed, wordt een abt gezegend door alleen gebed.

## Mijter
Een mijter toekennen aan een prelaat is een pauselijk voorrecht. Er bestaan dus ook ongemijterde abten: een bekende abdij zonder mijter, was de Antwerpse  Sint-Salvatorabdij. Een ongemijterde abt heeft enkel recht op een kromstaf, hetgeen duidelijk te herkennen is in het wapenschild. Hij staat lager dan een gemijterde abt. Een gemijterde abt zal slechts gemijterd de liturgie vieren op hoogdagen. Zijn mijter is een zogenaamde mitra simplex of mitra minor, deze is minder hoog dan die door een bisschop wordt gedragen.

## Heraldiek

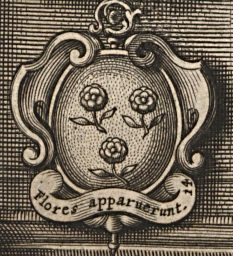
Wapenschild van een ongemijterde abt: Benedictus Blommaert, 2e abt van Sint-Salvator.

Wapen van een Vlaamse gemijterde of exempte abt
Wapen van abdis Francisca de Boussu, Ter Kameren
Wapen van een ongemijterde abt
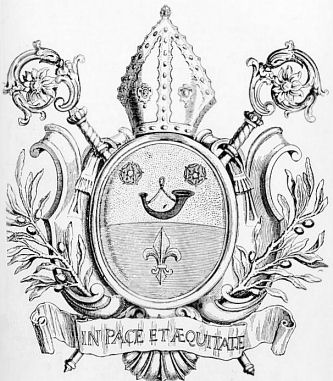
Wapen van abt Gerardus Rubens, abdij te Hemiksem
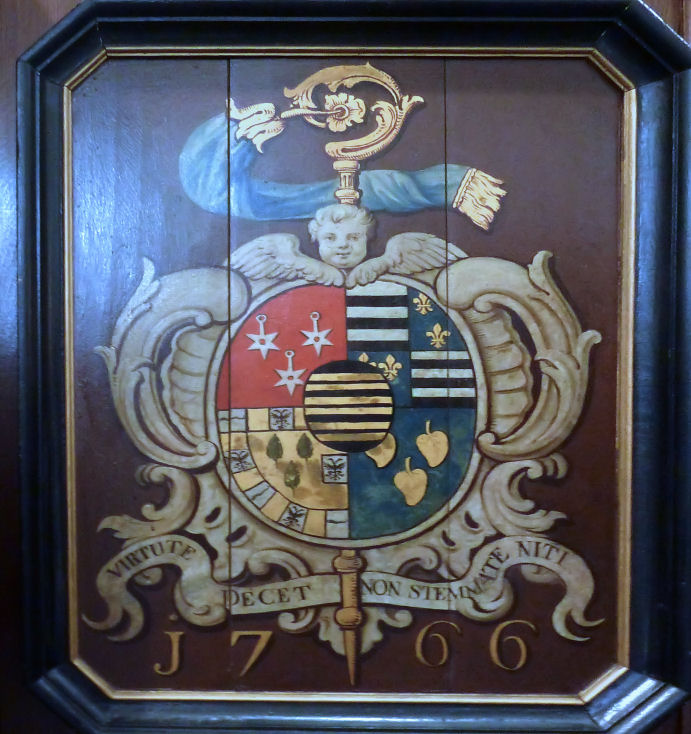
Wapenschild abdis de Crombrugghe, Waasmunster
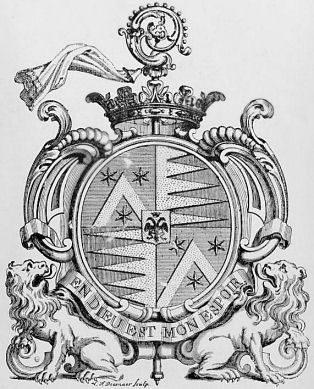
Abdis vander Nath